# Macedònia (tema)
El tema de Macedònia (en grec medieval θέμα Μακεδονίας) era un tema (una província civil i militar) de l'Imperi Romà d'Orient fundada cap al 790. Malgrat el seu nom, no es trobava al territori de l'actual Macedònia sinó a la regió de Tràcia. La seva capital era Adrianòpolis.

## Història
El tema de Macedònia va ser creada entre el 789 (o potser el 797) i el 801-802 per l'emperadriu Irene d'Atenes, separant-lo del tema de Tràcia. Els segells conservats demostren que una turma (un comandament subordinat a un tema) anomenada «Macedònia» existia abans de la creació del tema com a part del tema de Tràcia. El primer estrateg conegut del tema va ser el patrici Joan Aplakes, mencionat el 813. Teòfanes el Confessor parla de Lleó, germà de l'eunuc Aeci que va ser nomenat monostrategos (estrateg amb autoritat sobre diversos temes) de Tràcia i Macedònia des del 801-802. La creació del tema va ser el resultat d'una sèrie d'èxits romans d'Orient que van permetre que l'Imperi recuperés territoris a Tràcia. Aquest nou tema va reforçar el control imperial de la zona.
La capital del nou tema es va situar a Adrianòpolis. Incloïa la Tràcia occidental (actualment de Grècia), part de la Tràcia oriental (la part europea de Turquia), i les franges meridionals de la Tràcia del nord (avui al sud de Bulgària). Segons els geògrafs àrabs Ibn Khurradàdhbih i Ibn al-Faqih, el tema de Macedònia s'estenia des de la «gran muralla» (la muralla anastasiana) fins als territoris eslaus a l'oest, i des de la mar Egea (i la de Màrmara) a la frontera amb l'Imperi búlgar. De fet, el tema de Macedònia no tenia cap vinculació amb la regió històrica de Macedònia. Per tant, quan les fonts romanes d'Orient dels segles x i xii fan referència a Macedònia, es refereixen a la Tràcia occidental.A aquesta regió hi va néixer, per exemple, Basili I el Macedoni que va donar nom a la dinastia macedònia.
A causa dels seus vincles amb el tema de Tràcia, el tema de Macedònia se situava entre els temes orientals inclosos dins dels càrrecs de l'Imperi d'una forma més vinculada que els occidentals o europeus. L'estrateg de Macedònia era el segon a la jerarquia, per davant del de Tràcia. Rebia un sou anual de 32 lliures d'or (2.592 nomismes). Segons Ibn al-Faqih, l'estrateg manava una força de 5.000 homes al final del segle ix. Les unitats que pertanyien al tagmata (l'exèrcit central) estaven situats al tema. A començaments del segle ix, el tema de l'Estrímon, que era una clisura de Macedònia, es va convertir en un tema per si mateix amb un exèrcit de 2.000 homes.
Si encara existia el tema a la dècada del 960, la seva absència al Taktikon de l'Escorial que data de l'any 975 porta a suposar que va ser abolit o incorporat al comandament del nou duc d'Adrianòpolis. Tanmateix, el tema de Macedònia es menciona encara el 1006-1007 i diversos segells demostren que el tema continuava existint paral·lelament al dukaton d'Adrianòpolis (regió dirigida pel duc d'Adrianòpolis). Com altres temes, algunes funcions administratives del tema de Macedònia es van fusionar amb les del tema de Tràcia. Al segle xi, diversos estrategs, i jutges (els krité) van exercir la seva autoritat sobre els dos temes.